# ساندرا سبنسر
ساندرا سبنسر (بالإنجليزية: Sandra Spencer)‏ هي مغنية ومقدمة تلفزيونية وممثلة بريطانية، ولدت في 1973.

## وصلات خارجية
- ساندرا سبنسر على موقع IMDb (الإنجليزية)